# Grad Kuressaare
Grad Kuressaare (estonsko Kuressaare linnus; nemško Schloss Arensburg), tudi škofovski grad Kuressaare, (estonsko Kuressaare piiskopilinnus) je grad v Kuressaareju na otoku Saaremaa v zahodni Estoniji.

## Zgodovina
Najzgodnejši pisni zapis, ki omenja grad Kuressaare, je iz 1380-ih let, ko je Tevtonski viteški red začel graditi za škofa iz Ösel-Wiecka. Nekateri viri trdijo, da je bil prvi grad zgrajen iz lesa. Ko so se prebivalci Saaremaae močno upirali tujim prizadevanjem, da bi jih pokristjanili, je bil grad nedvomno zgrajen kot del širših prizadevanj križarjev, da bi dobili nadzor nad otokom. Že od samega začetka je bila trdnjava škofa Saare-Lääne (nemško Ösel-Wiek) in je ostala ena najpomembnejših gradov škofije do razpada med livonsko vojno.
Leta 1559 je Danska-Norveška prevzela nadzor nad Saaremaao in gradom Kuressaare. V tem času so bile utrdbe posodobljene. Po miru v Brömsebru, ki je končal vojno med Švedsko in Dansko-Norveško v letih 1643-1645, je Saaremaa prešel v švedske roke. Švedi so modernizacijo trdnjave nadaljevali do leta 1706. Po veliki severni vojni sta Saaremaa in grad Kuressaare postala del Ruskega imperija.
Ko so se meje Ruskega imperija postopoma pomikale naprej proti zahodu, je Kuressaare izgubil svojo strateško vrednost. Zlasti po finski vojni in tretji delitvi Poljske se je vojaški poudarek premaknil od Estonije. Leta 1836 se je po gradnji trdnjave Bomarsund na Alandu ruska posadka na Kuressaareju umaknila. Dejstvo, da gradu Kuressaare niso zasedle vojske, ki so se borile v Krimski vojni, kaže tudi na njegov izgubljeni strateški pomen. V 19. stoletju so grad uporabljali kot ubožnico.
V letih 1904–12 sta grad obnovila arhitekta Karl Rudolf Hermann Seuberlich in Wilhelm Neumann.
Leta 1941 so grad kot trdnjavo uporabljale okupacijske sovjetske sile, ki so na grajskem dvorišču usmrtile 90 civilistov. Nacistična invazija in okupacija, ki je sledila, je na grajskih tleh ubila več kot 300 ljudi.
Leta 1968 je potekala druga obnova, ki jo je tokrat vodil arhitekt Kalvi Aluve.
Danes je v gradu muzej Saaremaa.

## Arhitektura
Grad Kuressaare velja za eno najbolje ohranjenih srednjeveških utrdb v Estoniji.
Grad je poznogotskega sloga in ga odlikuje enostavnost oblike. Osrednja, tako imenovana samostanska stavba, je kvadratna stavba okoli osrednjega dvorišča. Tako imenovani obrambni stolp v severnem kotu doseže 37 metrov. Obrambna galerija z obzidjem, ki poteka po vrhu stavbe, je bila obnovljena v 1980-ih. Obnova vhodnega poslopja in vrat je prav tako rekonstrukcija. V notranjosti je grad razdeljen na klet, ki je bila uporabljena za skladiščenje in je bila opremljena s prefinjenim sistemom ogrevanja - hipokavst, ter glavno nadstropje, v katerem so bile najpomembnejše grajske sobe. Tu dvorišče obkroža samostan in poveže vse glavne prostore. Med njimi so pomembni refektorij, dormitorij, kapela in škofov bivalni prostor. V slednjem je prikazanih enajst baročnih izrezljanih epitafov plemičev iz Saaremae.
Konec 14. in v začetku 15. stoletja je bilo okoli gradu zgrajeno obzidje dolgo 625 metrov. Zaradi izboljšav strelnega orožja so bili med 16. in 17. stoletjem dodani dodatni obrambni elementi. Erik Dahlbergh je zasnoval trdnjavo tipa Vauban z bastijoni in revelini, ki so še vedno v veliki meri nedotaknjeni. Ko je leta 1711 po veliki severni vojni ruska posadka zapustila trdnjavo, so namerno razstrelili več utrdb in grad, a so jih kasneje obnovili. Leta 1861 se je pretvorba bastijonov v park začela pod nadzorom riškega arhitekta H. Göggingena.
- Most do gradu
- Glavna vrata
- Notranje dvorišče
- Opazovalni stolp
- Razgled